# المدينة القديمة (طرابلس)

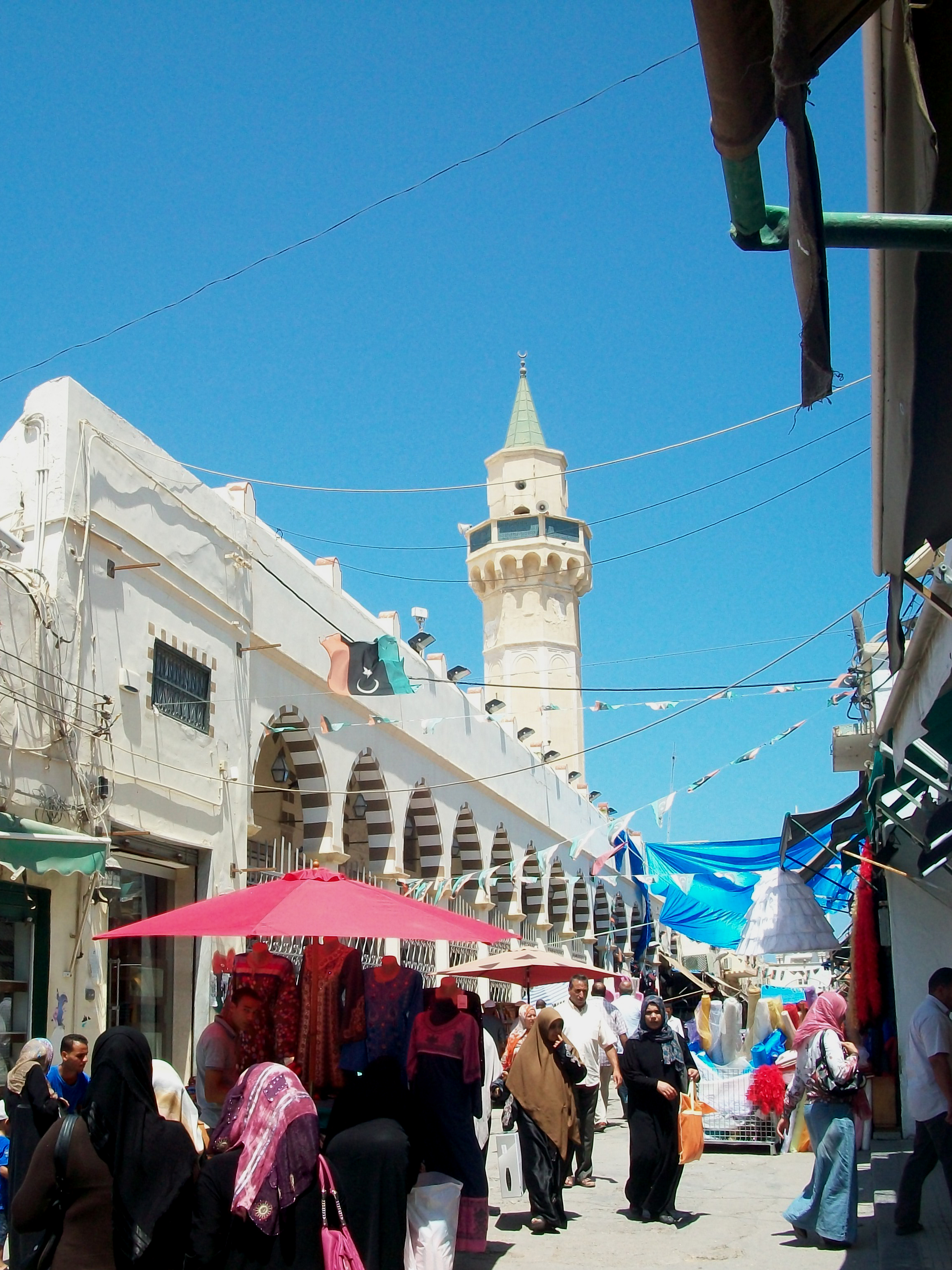
جامع أحمد باشا القرمانلي في شارع سوق المشير في المدينة القديمة.

المدينة القديمة في طرابلس عاصمة ليبيا. يعتبر المركز العتيق لمدينة طرابلس الذي يطل على البحر المتوسط. يحيط بها سور وتحوي عدد من المحال التجارية والمقاهي، كما تحوي المدينة القديمة على عدد كبير من المباني الأثرية والتاريخية والتي يعود تاريخ إنشاء بعضها إلى ما يزيد عن 500 عام. إلا أن النسبة الكبرى الموجودة حاليا من تلك المباني تعود لفترة الاحتلالين العثماني والإيطالي.
توجد في المدينة القديمة مجموعة من المباني الأثرية بينها مقرات سابقا لقنصليات دول مثل إسبانيا وفرنسا والولايات المتحدة.

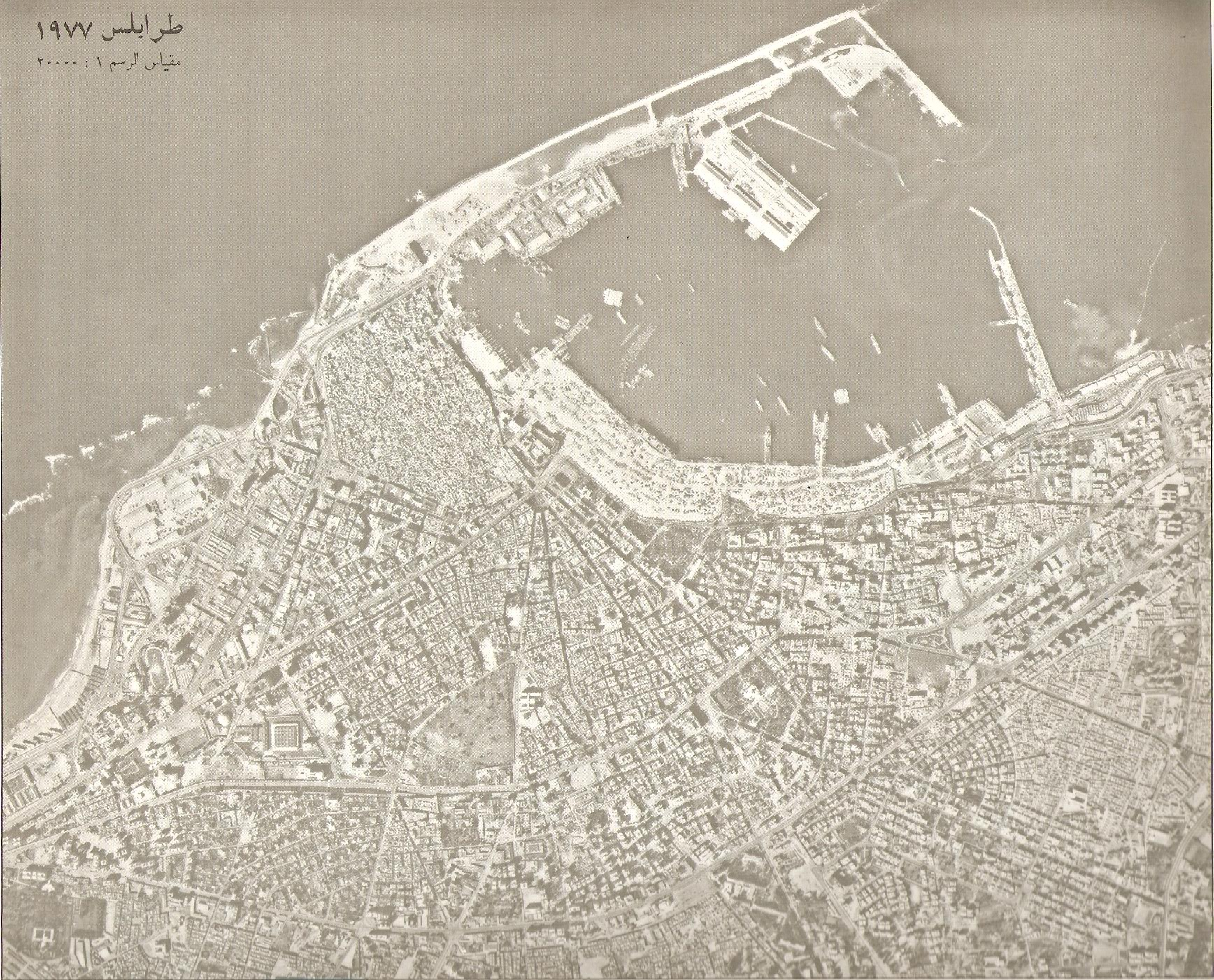
صورة جوية لطرابلس وفيها تظهر المدينة القديمة قرب الميناء.

وفي 2009 بدأت الدولة الليبية برنامجا لترميم المباني التاريخية بالمدينة القديمة وتطويرها، فمثلاً المبنى الرئيسي لبانكو دي روما في ليبيا الذي بُني في 1917 تحول حاليا إلى فرع لمصرف الأمة، كذلك مبنى سجن تركي بني في 1664 تحول لاحقا مقرا للقنصلية الإسبانية ليصير حاليا مكتبة للأطفال، أما مبنى كنيسة العذراء مريم القديم والتي بُنيت في 1615 فقد أعيد ترميمها ويستخدم حاليا جزء منها ككنيسة وجزء آخر كصالة لعرض الأعمال الفنية.

## أسواق المدينة القديمة طرابلس
اتخذت أسواق مدينة طرابلس القديمة التجارية منها والحرفية المنتشرة داخل إطارها المدني المحصور بين أسوار المدينة على مساحة 48 هكتاراً، أنماطاً مختلفة من المعمار الخاص بها، فقد انتظمت الأسواق الطرابلسية وسط الساحات المكشوفة على شكل طرقات، وأخرى مغطاة بأروقة مسقوفة، وصل عددها إلى نحو 29 سوقاً متعددة التخصصات، وتمثلت سلع هذه الأسواق القديمة في «الأصواف، والمنسوجات والملابس، والورق، والحرير، والكبريت، والذهب، والأخشاب، والقطران والحناء، والشمع، والجلد، وريش النعام والتمر والعاج والملح إلى جانب الأحجار الكريمة»، حيث تعددت مصادر السلع المعروضة بأسواق المدينة، المستوردة عبر الصحراء عن القوافل المحملة بالبضائع من دواخل أفريقيا أو من السفن القادمة عبر البحر من دول العالم المختلفة.

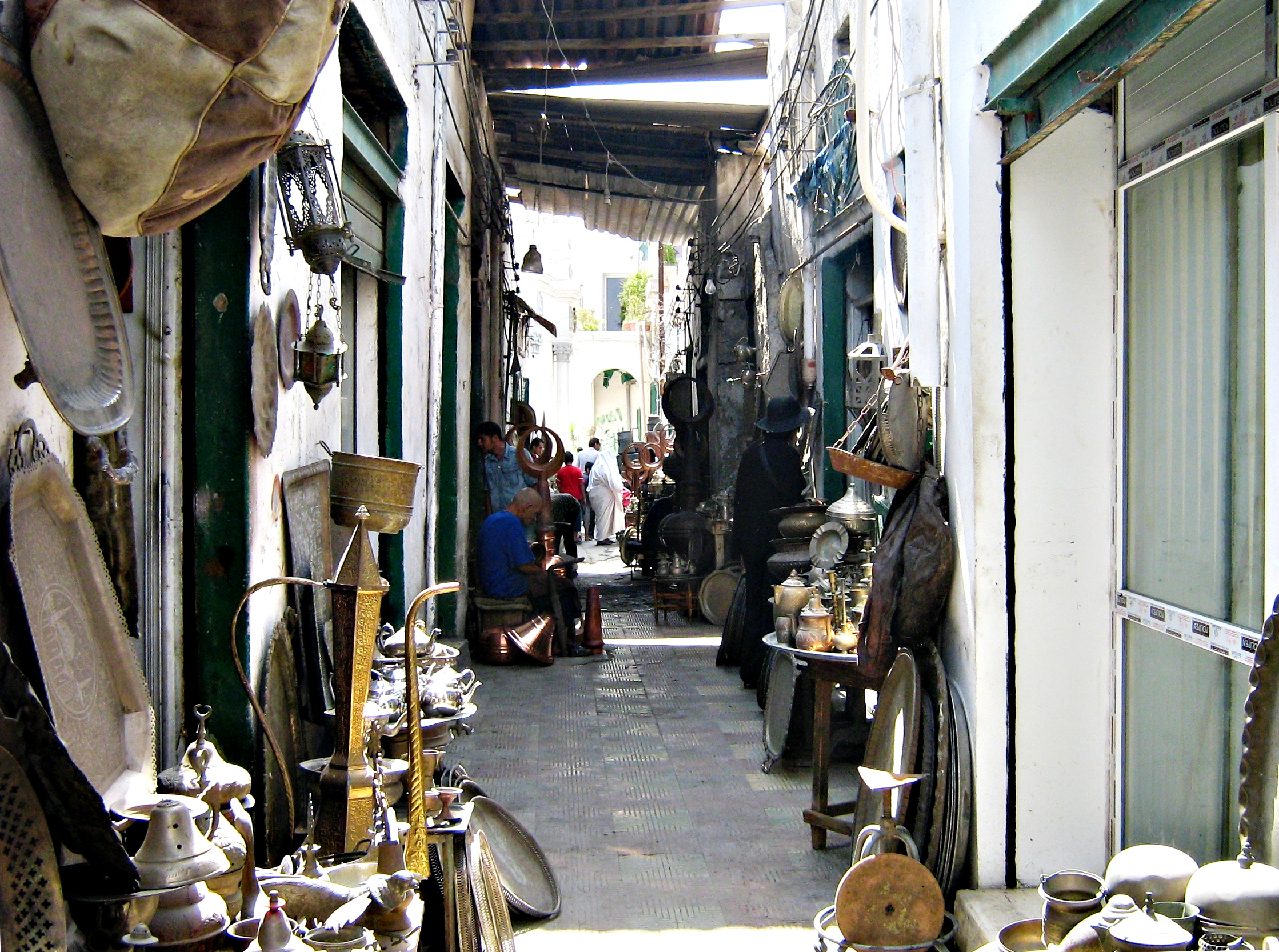
أحد أسواق المدينة.

وكانت أسواق المدينة تعج بالحركة فهذا حمال يمر بدابته وسط السوق مستأدناً المارة لإفساح الطريق، وسط أصوات الباعة بألحانهم الشجية، وأغانيهم المتنوعة ذات العمق في المدلول، وسط طرقات الحرفيين على الصفائح النحاسية، أو أصوات نول نساج وهو يرسم بالصوف لإكمال قطعته الفنية بألوانها الزاهية، سواء كانت رداءً، أو جرداً، أو غيرها، فالصورة تحمل مشاهداً لنشاط وحيوية تعج بها الأروقة الضيقة الشبيهة بالأنفاق المليئة بالأقواس ذات الألوان المتعددة من الأزرق والوردي والأخضر لتضفي البهجة على الأسواق.
- سوق المشير.
- سوق الترك.
- سوق الرباع القديم «سوق العرب».
- سوق اللفة أو «سوق الرباع الجديد».
- سوق القزدارة.
- سوق القويعة.
- سوق الكتب.
- سوق الرقريق أو سوق الفرامل.
- سوق الحرير.
- سوق النجارة.
- سوق الصاغة.
- سوق العطارة.
- سوق الصناعات التقليدية.

## أبواب المدينة القديمة طرابلس

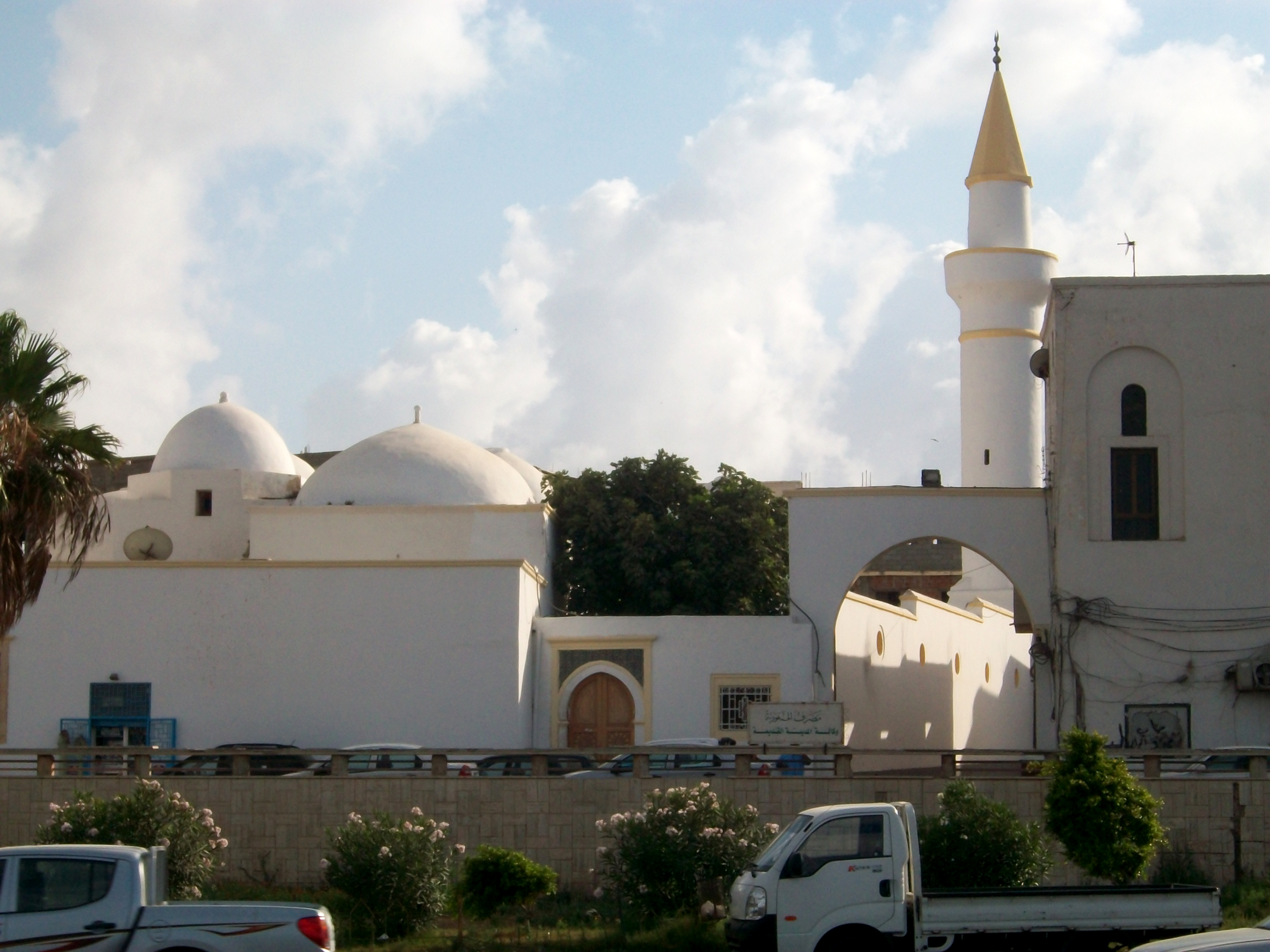
جامع درغوت باشا بالمدينة القديمة.

يوجد عدد 8 أبواب للسور المحيط للمدينة القديمة وهي:-
- باب الحرية(طرابلس) كان يقع قديماً عند السور الجنوبي للمدينة، ويُعرف الآن بباب الحريّة، وقد اندثرت معالم هذا الباب، الذي عُرف بأسماء عديدة مثل: باب العرب - باب الحريّة، باب النصر.
- باب الجديد (طرابلس) ويقع مجاوراً لباب زناته القديم من الناحية الغربية من السور، وهو عبارة عن فتحة كبيرة بالسور على هيئة عقد من البناء، مثبّت به باب خشبي كبير مكسو بطبقة معدنية.
- باب زناته (طرابلس) ويقع قريباً من الباب الجديد، وهو عبارة عن فتحة كبيرة بالسور القديم من الناحية الجنوبية، وقد اشتهر هذا الباب باسم «باب زناته» لأنه كان مقابلاً لمضارب قبائل زناته التي كانت تسكن في الاتجاه الجنوبي لسور المدينة.
- باب البحر (طرابلس) وكان مقابلاً لقوس ماركوس أوريليوس وقد هدمه الإيطاليون أثناء احتلالهم للبلاد، وكان مكوناً من بابين مزدوجين.
- باب الخندق (طرابلس) يقع عند مدخل طريق الخندق، ملاصقاً للقلعة، وقد اشتهر بهذا الاسم لأنه كان مقاماً عند مدخل الخندق، الذي كان في الأصل يحيط بالقلعة، ومغموراً بمياه البحر، وقد تم ردمه وتحويله إلى طريق عُرف بطريق الخندق.
- باب المنشية (طرابلس) يقع عند مدخل السوق المشير، مواجهاً لميدان الشهداء، ويعد من أقدم أبواب المدينة عراقة، ونسب إليه أسماء عديدة من أشهرها: باب هُواره، باب المنشيّة.
- باب العدالة (طرابلس) هو الباب الخامس، يقع أمام زنقة الدباغ، في السور الجنوبي من المدينة، وقد أطلق عليه اسمان متناقضان في مردودهما اللفظي: باب العدالة، باب الغدر.
- الباب الأخضر (طرابلس) الباب الأخضر، كان قائماً بين باب البحر، والباب المعروف بباب عبد الله

## أهم مساجد المدينة القديمة طرابلس
- جامع قرجي
- جامع الناقة
- جامع درغوت
- جامع بن موسى
- جامع شايب العين
- جامع أحمد باشا القرملي
- جامع الشان شان
- جامع الخروبة
- جامع سيدي سالم
- جامع محمود خازن دار
- جامع سيدي عبد الوهاب
- جامع الشيخ الحطاب
- جامع الدروج

## أهم المعالم السياحية للمدينة القديمة

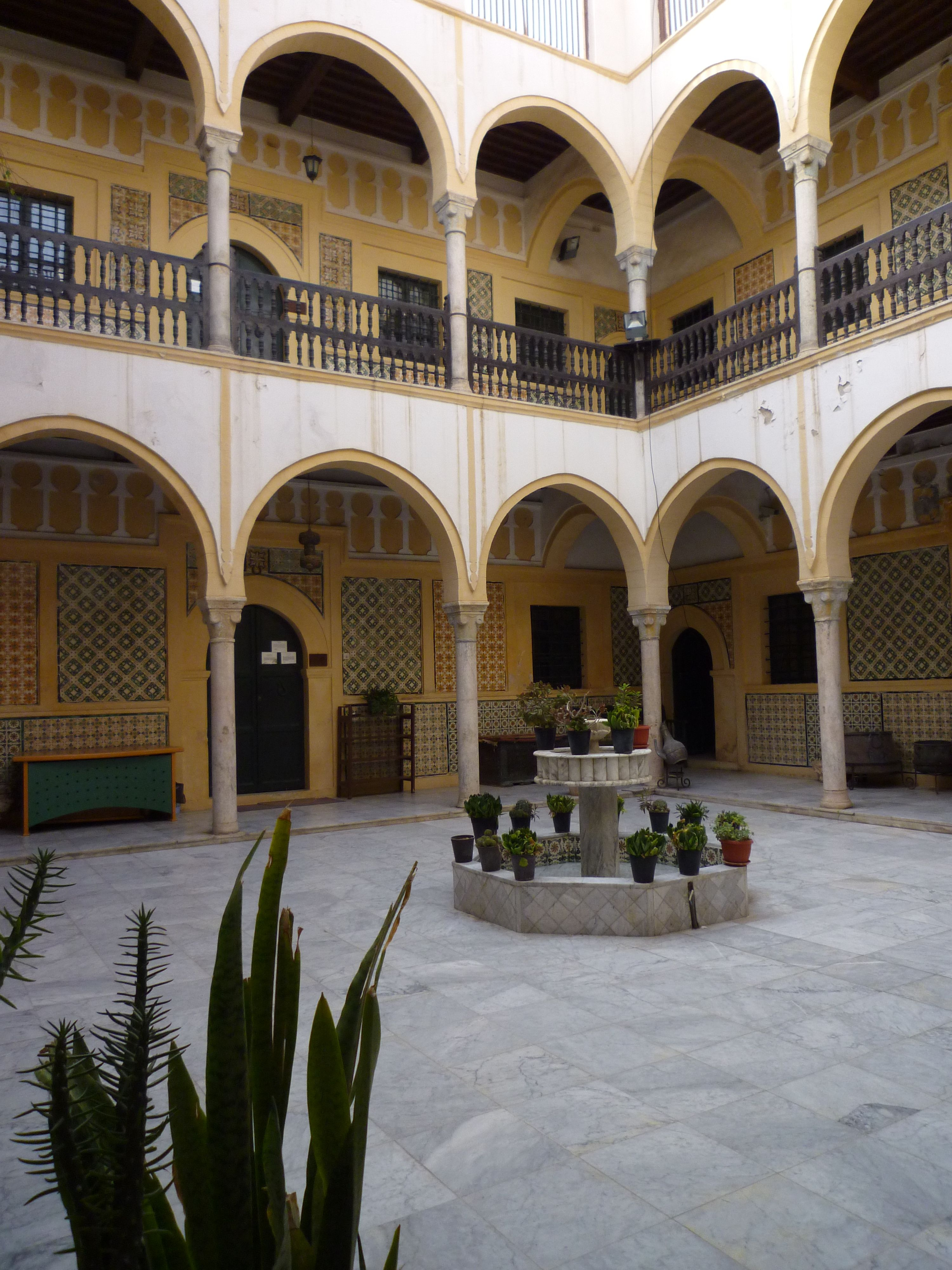
حوش القره مانلي الاسم المحلي لمنزل القرة مانلي

- السراي الحمراء
- برج الساعة في طرابلس
- زنقة الفرنسيس
- حوش القره مانلي
- قوس ماركوس أوريليوس
- مدرسة عثمان باشا
- فندق زميط

## التقسيمات الإدارية
يتم تقسيم المدينة القديمة كالآتي:
1. محلة البلدية.
2. محلة باب البحر.
3. محلة الحارة الكبيرة.
4. محلة الحارة الصغيرة.
5. محلة كوشة الصفار.
6. محلة حومة غريان.

## أعلام المدينة القديمة
من أعلام المدينة القديمة:
- الشيخ عبد الرحمن القلهود.[2]
- الأديب والوزير فؤاد الكعبازي.[3]

## وصلات خارجية
- صور عن مدينة طرابلس القديمة على يوتيوب
- صحيفة أويا: فنادق مدينة طرابلس القديمة معالم تحاكي التاريخ
- المدينة القديمة/ يوتيوب على يوتيوب

‌